# Elisabeth Tschermaková-Woessová
Elisabeth Tschermaková-Woessová (28. ledna 1917 Znojmo – 26. dubna 2001 Vídeň), byla rakouská botanička. Její autorská botanická zkratka je „Tscherm.-Woess“.

## Život
Elisabeth Tschermaková se narodila v roce 1917 jako dcera lesníka Lea Tschermaka (1882–1969). Ve Vídni-Hietzingu vystudovala v roce 1936 reálné gymnázium. Poté studovala botaniku, chemii a filozofii na univerzitách ve Vídni, Freiburgu im Breisgau a Innsbrucku. V roce 1941 získala doktorát ve Vídni dizertační prací Výzkum vztahů mezi houbami a řasami v stélce lišejníků, kterou napsala pod vedením Lothara Geitlera. Od roku 1942 pracovala jako výzkumná asistentka a později jako asistentka v Botanickém institutu Vídeňské univerzity. V roce 1948 habilitovala prací O chromozomální plasticitě u divokých forem česneku (latinsky Allium carinatum) a dalších druhů česneku z východních Alp. Na Botanickém ústavu vyučovala cytologii, genetiku, lišejníky a řasy. V roce 1967 byla jmenována docentkou a v roce 1971 řádnou profesorkou. V roce 1975 se stala vedoucí oddělení cytologie a genetiky Botanického ústavu. V roce 1985 odešla ze zdravotních důvodů do důchodu, ale mohla pokračovat ve své výzkumné činnosti.
V roce 1944 se provdala za botanika a krajinného ekologa Friedricha Woesse.

## Výzkumná činnost
Jej výzkumné zájmy zahrnovaly buněčnou biologii (zejména karyologii), fykologii a lichenologii. Objevila důležité detaily v životních procesech řas, lišejníků a v buňkách vyšších rostlin. Mnohé z toho, co bylo později zdokumentováno pomocí elektronové mikroskopie, již bylo správně identifikováno a popsáno pomocí světelného mikroskopu.
Ve své práci zkoumala koexistenci hub a řas v lišejníkové stélce a také vývojovou historii, morfologii a systematickou příslušnost volně žijících řas a řas izolovaných z lišejníků a pěstovaných samostatně.
V oblasti chromozomů nižších a vyšších rostlin prováděla mimo jiné analýzy DNA v souvislosti se studiemi mitotických a meiotických změn forem. Objevila „rostlinné obří chromozomy“, vysoce endopolyploidní chromozomy v kvetoucích rostlinách, které se dříve vyskytovaly pouze u hmyzu.

## Dílo (výběr)
- Structural Types of Resting Nuclei in Plants and Animals, vydáno v roce 1963